# Snookerfabrik Berlin
Die Snookerfabrik Berlin e. V. ist ein Billardverein aus Berlin. Der 2005 gegründete Verein spielt seit 2015 in der 1. Snooker-Bundesliga.

## Geschichte
Die Snookerfabrik Berlin wurde 2005 gegründet und 2006 Mitglied der Deutschen Billard-Union. In der Saison 2006/07 startete der Verein mit zwei Mannschaften in der Berliner Oberliga und belegte den zweiten und dritten Platz. Die erste Mannschaft wurde 2011 Dritter und erreichte in der Spielzeit 2011/12 den ersten Platz. Anschließend besiegte sie den 1. BC Halle im entscheidenden Spiel der Aufstiegsrunde mit 3:1 und stieg in die 2. Bundesliga auf. In der Saison 2012/13 kam der Verein punktgleich mit dem Zweitplatzierten, SAX-MAX Dresden, auf den dritten Platz und verpasste damit knapp die Teilnahme an der Relegation. In der folgenden Spielzeit wurde er fünf Punkte hinter dem 1. DSC Hannover Zweiter, konnte sich jedoch in der Relegation nicht gegen den 1. SC Dortmund und den Münchner SC durchsetzen. In der Saison 2014/15 erreichte man erneut den zweiten Platz, besiegte nun aber in der Relegation den Erstligisten SC Breakers Rüsselsheim mit 7:1 und schaffte damit den Aufstieg in die 1. Bundesliga. Der erste Bundesligasieg gelang dem Verein am vierten Spieltag der Saison 2015/16, als der BC Stuttgart 1891 mit 5:3 besiegt wurde. Es war die einzige Niederlage des späteren Vizemeisters während dieser Spielzeit. Den Klassenerhalt sicherten sich die Berliner am elften Spieltag nach einer Heimniederlage gegen Stuttgart, da der Ligakonkurrent Schwarz-Blau Horst-Emscher ebenfalls verlor. Am Saisonende belegte die Snookerfabrik den dritten Platz.
2016 wurde mit Simon Lichtenberg erstmals ein Mitglied des Vereins Deutscher Meister.

### Zweite Mannschaft
Die zweite Mannschaft der Snookerfabrik erreichte in der Oberliga 2006/07 den zweiten Platz. Nachdem der Verein in mehreren Spielzeiten nur ein Team gemeldet hatte, wurde die zweite Mannschaft 2013 in der Oberliga Vierter. Anschließend erreichte sie dreimal in Folge den ersten Platz und verlor in den drei Spielzeiten lediglich zwei Ligaspiele. 2014 schied sie in der Aufstiegsrunde zur 2. Bundesliga in der Gruppenphase aus. Nachdem sie 2015 nicht an der Aufstiegsrunde teilgenommen hatte, erreichte die Mannschaft 2016 die entscheidende Runde und unterlag dem BV Pforzheim nur knapp mit 2:3.

## Platzierungen seit 2006
| Erste Mannschaft | Erste Mannschaft       | Erste Mannschaft |
| Saison           | Liga (Spielklasse)     | Platz            |
| ---------------- | ---------------------- | ---------------- |
| 2006/07          | Oberliga (3)           | 3                |
| 2007/08          | Oberliga (3)           | 5                |
| 2008/09          | Oberliga (3)           | 4                |
| 2009/10          | Oberliga (3)           | 4                |
| 2010/11          | Oberliga (3)           | 3                |
| 2011/12          | Oberliga (3)           | 1                |
| 2012/13          | 2. Bundesliga Nord (2) | 3                |
| 2013/14          | 2. Bundesliga Nord (2) | 2                |
| 2014/15          | 2. Bundesliga Nord (2) | 2                |
| 2015/16          | 1. Bundesliga (1)      | 3                |
| 2016/17          | 1. Bundesliga (1)      |                  |

| Zweite Mannschaft | Zweite Mannschaft  | Zweite Mannschaft |
| Saison            | Liga (Spielklasse) | Platz             |
| ----------------- | ------------------ | ----------------- |
| 2006/07           | Oberliga (3)       | 2                 |
| 2007/08           | –                  |                   |
| 2008/09           | –                  |                   |
| 2009/10           | Oberliga (3)       | 8                 |
| 2010/11           | –                  |                   |
| 2011/12           | Oberliga (3)       | 7                 |
| 2012/13           | Oberliga (3)       | 4                 |
| 2013/14           | Oberliga (3)       | 1                 |
| 2014/15           | Oberliga (3)       | 1                 |
| 2015/16           | Oberliga (3)       | 1                 |
| 2016/17           | Oberliga (3)       |                   |

## Aktuelle und ehemalige Spieler
(Auswahl)
- Vyacheslav Boyko
- Prasit Buttakham
- Stefan Dohr
- André Lackner
- Christian Lehmann
- Simon Lichtenberg
- Wienandt Meyer
- Jason Moxhay
- Marc Pantenburg
- Nicolas Rostowski
- Thimo Troks
- Frank Walz
- Anton Woywod